# Північна розмежувальна лінія

Інциденти ставалися у водах на південь від Північної розмежувальної лінії, показаної червоним кольором, що розділяє Північну і Південну Корею.

Північна розмежувальна лінія або Північна межова лінія (кор. 북방한계선, англ. Northern Limit Line, NLL) — спірна морська демаркаційна лінія в Жовтому (Західному) морі між Корейською Народно-Демократичною Республікою (КНДР) на півночі та Республікою Кореї (ROK) на півдні. Ця лінія військового контролю діє як фактичний морський кордон між Північною та Південною Кореєю.  

## Опис
Лінія пролягає між материковою частиною провінції Кьонгідо, яка була частиною Хванхе до 1945 року, та прилеглими морськими островами, включаючи Йонпьон і Пенгньондо. Через умови перемир'я материкова частина повернулася під контроль Північної Кореї, а острови залишилися частиною Південної Кореї, незважаючи на їх безпосередню близькість.
Лінія тягнеться в море від військової демаркаційної лінії (Military Demarcation Line, MDL) і складається з відрізків прямих ліній між 12 приблизними середніми точками каналів, витягнутих дугою для запобігання виходу між обома сторонами. На своєму західному кінці лінія простягається вздовж 38-ї паралелі до середньої лінії між Кореєю та Китаєм.

## Походження

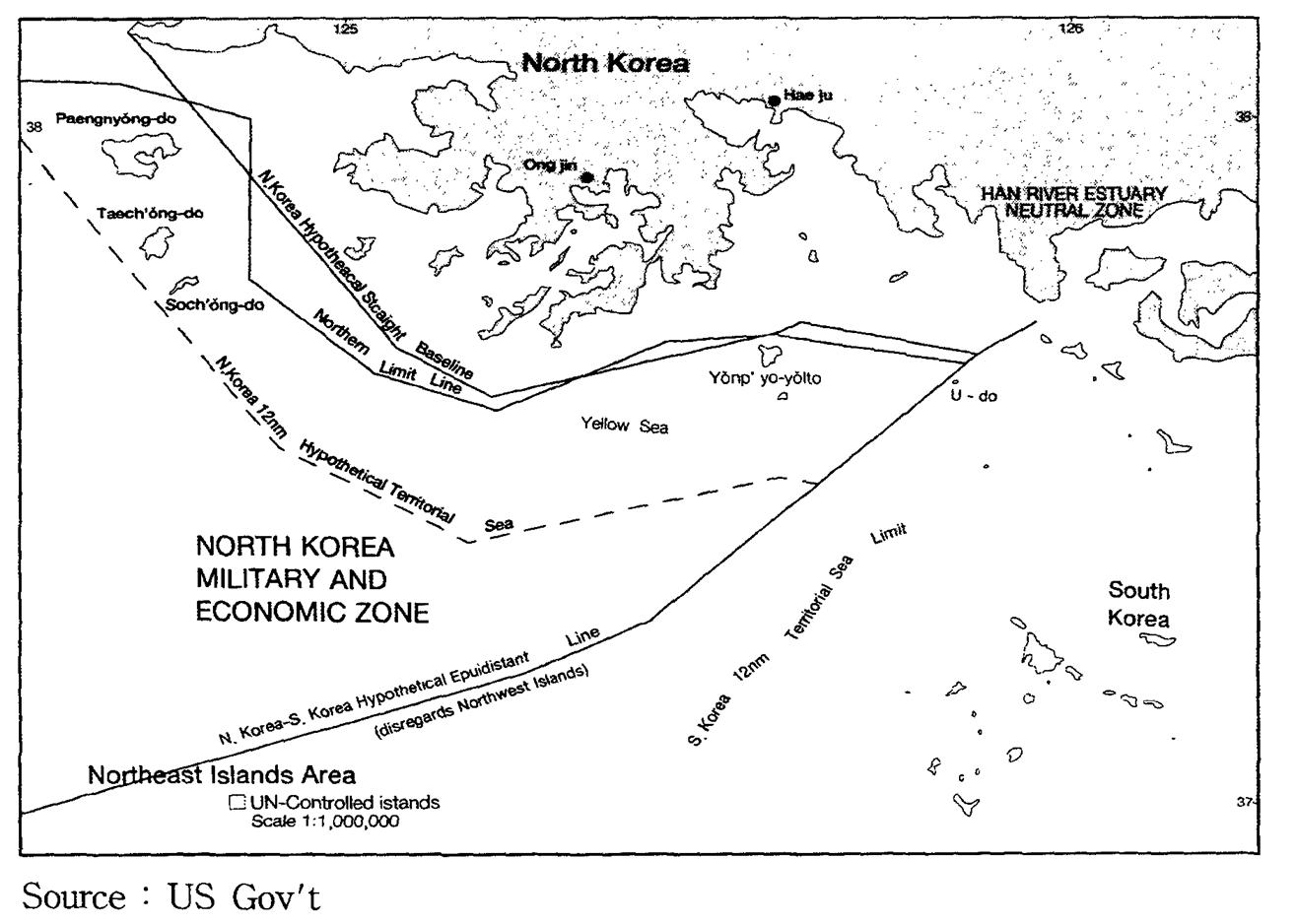
Урядова карта США, що показує, де б проходила межа територіальних вод Північної Кореї в 12 морських миль (22 км), якщо не брати до уваги північно-західні Командні острови ООН, порівняно з північною лінією розмежування.

Північнокорейська карта провінції Південна Хванхе 1959 року з частковою демаркаційною лінією поблизу островів UNC, яка, за твердженням Південної Кореї, свідчить про визнання Північною Кореєю Лінії розмежування в цілому.

Угода про перемир'я 1953 року, підписана як Північною Кореєю, так і Командуванням Об'єднаних Націй (UNC),  поклала кінець Корейській війні та визначила, що п'ять островів, включаючи острів Йонпьон і острів Пенгнен, залишатимуться під контролем UNC і Південної Кореї. Однак вони не дійшли згоди щодо морської демаркаційної лінії, насамперед тому, що UNC хотіла базувати її на 2 морських милях (3,7 км) або 3 морських милях (5,6 км) територіальних вод, в той час як Північна Корея хотіла використовувати 12 морських миль (22 км).
У серпні 1953 року, невдовзі після набуття чинності угоди про перемир'я, південнокорейський Тимчасовий уряд Сингмана Лі, який виступав проти угоди про перемир'я, спробував атакувати КНДР на західному узбережжі, ігноруючи угоду. Відповідно, командування Об’єднаних Націй встановило "Північну розмежувальну лінію" Західного моря, щоб Збройні сили РК не атакували острів Хванхе, і це є початковою точкою Північної розмежувальної лінії.
Після того, як командування Організації Об'єднаних Націй і Північна Корея не змогли досягти згоди, широко поширена думка, що лінія була встановлена ООН як практичний захід оперативного контролю через місяць після підписання перемир'я, 30 серпня 1953 року. Однак оригінальної документації, яка б це підтверджувала, не було знайдено. Лінія спочатку була проведена для запобігання вторгненням південнокорейських військ на північ, які загрожували перемир'ю. Однак згодом її роль трансформувалася, і вона стала перешкоджати північнокорейським кораблям, що прямували на південь.
У дослідницькому звіті Центрального розвідувального управління (ЦРУ) 1974 року, присвяченому дослідженню походження NLL і її значення, розсекреченому в 2000 році, зазначено, що ЛВБ була створена за наказом від 14 січня 1965 року командувача військово-морськими силами США в Кореї. Попередню лінію, під іншою назвою, було створено в 1961 році тим же командувачем. ЦРУ не змогло знайти жодної документації про лінію раніше 1960 року, що ставить під сумнів думку про те, що NLL була створена одразу після перемир'я. Єдиною метою ЛЗ в цьому початковому наказі була заборона суднам UNC плавати на північ від неї без спеціального дозволу. У звіті, однак, зазначається, що принаймні в двох місцях NLL перетинає води, які, як передбачається, перебувають під беззаперечним суверенітетом Північної Кореї. Не було знайдено жодних доказів того, що Північна Корея визнала Корейську морську лінію.
Хоча NLL був складений в той час, коли межа територіальних вод у 3 морські милі (5,6 км) була нормою, до 1970-х років межа у 12 морських миль (22 км) стала міжнародно визнаною, і дотримання NLL перешкоджало Північній Кореї в деяких районах отримати доступ до значних територіальних вод (можливо, фактичних або потенційних). У 1973 році Північна Корея почала оскаржувати NLL. Пізніше, після прийняття Конвенції ООН з морського права 1982 року, NLL також завадила Північній Кореї створити ефективну виключну економічну зону для контролю над рибальством у цьому районі.
Невідомо, коли Північна Корея була поінформована про існування NLL. Багато джерел припускають, що це було зроблено негайно, але в 1973 році заступник держсекретаря Кеннет Раш заявив у розсекреченому "Спільному посланні Міністерства оборони США до посольства США в Сеулі", що "нам невідомо про жодні докази того, що NLL коли-небудь була офіційно представлена Північній Кореї". Однак Південна Корея стверджує, що до 1970-х років Північна Корея мовчазно визнавала цю лінію як морську демаркаційну лінію. Північна Корея зафіксувала у своєму Центральному альманасі 1959 року часткову демаркаційну лінію поблизу островів, підконтрольних UNC , на відстані близько трьох морських миль, що, на думку Південної Кореї, свідчить про визнання Північною Кореєю лінії розмежування в цілому.

## Статус
Кордон офіційно не визнаний Північною Кореєю. Північнокорейські та південнокорейські  військово-морські сили регулярно патрулюють територію навколо NLL. Оскільки Північна Корея не визнає цю лінію, її рибальські човни працюють поблизу або за лінією у супроводі північнокорейських військово-морських катерів.
27 квітня 2018 року Північна Корея і Південна Корея прийняли Пханмунджомську декларацію про мир, процвітання і об'єднання Корейського півострова, в якій домовилися, що райони навколо Північної розмежувальної лінії будуть перетворені на морську зону миру, щоб запобігти випадковим військовим зіткненням і гарантувати безпечну рибальську діяльність.

### Позиція командування ООН
Свою позицію щодо прикордонного питання ЦВК ООН підкреслила 23 серпня 1999 року, заявивши, що питання про НЛЛ не підлягає обговоренню, оскільки демаркаційна лінія була визнана обома Кореями як фактичний морський кордон протягом тривалого періоду часу:
Протягом 46 років NLL слугувала ефективним засобом запобігання військовій напруженості між військовими силами Північної та Південної Кореї. Вона слугує практичною демаркаційною лінією, яка сприяла роз'єднанню сил.
UNC наполягали на тому, що NLL має зберігатися до тих пір, поки не буде створено новий морський MDL через Об’єднану військову комісію щодо угоди про перемир’я. 
Однак у дипломатичній телеграмі США 1973 року, яка зараз розсекречена, зазначалося, що ООН протестувала проти вторгнення Північної Кореї в межах 3 морських миль (5,6 км) від островів, контрольованих ООН, як порушення угоди про перемир'я, але не протестувала проти вторгнення Корейської Народно-Демократичної Лінії, оскільки Корейська Народно-Демократична Лінія не була згадана в угоді про перемир'я. Південна Корея хотіла охарактеризувати всі вторгнення NLL як "військові провокації", але США вбачали в цьому головну проблему для американської позиції щодо угоди про перемир'я. У 1975 році позиція ООН полягала в тому, що північнокорейський рибальський промисел або патрулювання на південь від NLL , за межами 3 морських миль (5,6 км) від островів, контрольованих ООН, не є виправданням для будь-яких примусових дій з боку суден, контрольованих ООН; ООН не братиме участі у створенні ексклюзивної південнокорейської рибальської зони.

### Позиція Північної Кореї

Спірний морський кордон між Північною та Південною Кореями в Західному морі :
Північна обмежувальна лінія, створена Командуванням ООН, 1953 р.
Північна Корея оголосила «Міжкорейським MDL», 1999
Розташування конкретних островів відображено в конфігурації кожного морського кордону, в т.ч
1. Острів Йонпьон
2. Острів Панньйонг
3. Острів Течхон

Коли у 1953 році було укладено перемир'я між ООН та Північною Кореєю, згоди щодо розширення демілітаризованої зони на море досягнуто не було. У 1955 році КНДР проголосила територіальні води, що простягаються на 12 морських миль (22 км) від берегової лінії. Крім цього, Північна Корея не оспорювала і не порушувала NLL до 1973 року. Спочатку північнокорейські переговірники на 346-му засіданні Військової комісії з перемир'я поставили під сумнів статус лінії. У відповідь на це Північна Корея відправила великі групи патрульних кораблів вздовж лінії близько 43 разів у жовтні та листопаді. Північна Корея стверджує, що не була поінформована про існування лінії, що тепер підтверджується розсекреченими дипломатичними телеграмами США, тому вона не могла оскаржувати її раніше.
Офіційне державне інформаційне агентство Північної Кореї KCNA описало лінію як «останню лінію для зупинки перебіжчиків на північ», проведену для задоволення «виправданих інтересів Вашингтона».
1 серпня 1977 року Північна Корея встановила виключну економічну зону до 200 морських миль (370 км). Вона також намагалася встановити військову прикордонну зону в 50 морських миль (93 км) навколо островів, на які претендувала Південна Корея, вздовж лінії розмежування; однак ця вимога була відхилена.
Після розпаду Радянського Союзу в 1991 році Північна Корея хотіла створити спеціальну економічну зону і міжнародний порт в Хеджу, своєму південному глибоководному порту, щоб розвивати альтернативні торговельні можливості. Однак, з введенням в дію NLL , доступ до Хеджу вимагає проходження суден вздовж північнокорейського узбережжя на відстані 65 морських миль (120 км), часто в межах 3 морських миль (5,6 км) від узбережжя. Це перешкоджає розвитку Хеджу як великого міжнародного порту.
З вересня 1999 року Північна Корея претендує на проведення більш південної "Військової демаркаційної лінії у Західному морі" (також званої "Міжкорейською демаркаційною лінією"). Ця морська демаркаційна лінія є продовженням лінії сухопутного кордону, рівновіддаленого від північного і південного материків, з протоками до північно-західних островів, що перебувають під контролем ООН, і, як стверджується, базується на рішеннях про делімітацію, прийнятих на основі міжнародного права.
Згідно зі статтею Центрального телеграфного агентства Кореї 2002 року, NLL порушує корейську угоду про перемир'я і 12-мильну зону територіальних вод, передбачену Морською конвенцією ООН. У статті стверджується, що Північна обмежувальна лінія є першопричиною збройних зіткнень, і, наполягаючи на її проведенні, США і Південна Корея намагаються використати її для розпалювання військового конфлікту. У попередній статті повідомлялося, що на засіданнях військової комісії з перемир'я в грудні 1973 року і липні 1989 року Північна Корея зазначала, що майбутні зіткнення неминучі, якщо не буде проведена чітка військова демаркаційна лінія в Західному морі, і закликала США провести переговори про такі заходи.
21 грудня 2009 року Північна Корея встановила «зону вогню в мирний час» на південь від NLL у водах, які спірні з Південною Кореєю.
Протягом багатьох років Північна Корея продавала права на риболовлю в районі НЛЛ китайським рибальським компаніям, що Південна Корея вважає незаконним промислом.

### Позиція Південної Кореї
Позиція Південної Кореї з 1970-х років була: 
- Лінія розмежування NLL є необхідним заходом для виконання Угоди про перемир'я;
- NLL знаходиться приблизно посередині між островами і материковою частиною Північної Кореї;
- Північна Корея погодилася з існуванням NLL до 1973 року, тобто неявно визнала NLL.

У 2002 році Міністерство національної оборони опублікувало документ, в якому підтверджувалася легітимність NLLі стверджувалося, що претензії Північної Кореї щодо NLL є безпідставними. У документі було зроблено такий висновок:
- Протягом останніх 49 років NLL була практичною морською демаркаційною лінією і була підтверджена і закріплена Базовою угодою між Північчю і Півднем 1992 року;
- До встановлення нової морської демаркаційної лінії ненападу, NLL буде рішуче підтримуватися, як і наземна військова демаркаційна лінія, і буде даватися рішуча відповідь на всі північнокорейські вторгнення;
- Будь-яка нова морська демаркаційна лінія ненападу має бути встановлена шляхом переговорів між Півднем і Північчю, а NLL не є предметом переговорів між США або ООН і Північчю;
- Претензії Північної Кореї порушують Угоду про перемир'я і не сумісні з духом і положеннями міжнародного права.

4 жовтня 2007 року президент Південної Кореї Ро Му Хен і лідер Північної Кореї Кім Чен Ір  у спільній заяві звернулися до проблеми суперечок навколо NLL: 
Однак наступний президент Південної Кореї Лі Мен Бак відкинув цей підхід, описавши NLL як «важливий кордон, який сприяє збереженню миру на нашій землі». 
Південнокорейські вчені з Корейського морського інституту в 2001 році стверджували, що правова ситуація між двома Кореями є особливим режимом, який регулюється угодою про перемир'я, а не звичайним міжнародним правом, таким як морське право. Таким чином, режим перемир'я є предметом політичної домовленості між двома Кореями, а не засобів міжнародного права.

### Позиція США
Позиція уряду Сполучених Штатів, відокремлена від позиції командування ООН, не є чітко вираженою. Відповідаючи на запитання про NLL, представники уряду США зазвичай відсилають запитувачів до КНЦ ООН у Південній Кореї.
У лютому 1975 року держсекретар Генрі Кіссінджер написав у конфіденційній телеграмі, яку зараз розсекречено, що "Лінія розмежування Північного патруля не має міжнародного правового статусу... Оскільки вона має на меті в односторонньому порядку розділити міжнародні води, вона явно суперечить міжнародному праву і позиції США з морського права". Раніше, у 1973 році, у "Спільному посланні держави та оборони" до посольства США в Сеулі зазначалося, що Південна Корея "помиляється, припускаючи, що ми приєднаємося до спроб нав'язати лінію розмежування", а посол США повідомив південнокорейському уряду, що 12-мильна (19 км) претензія Північної Кореї на територіальне море створила зону невизначеного статусу щодо лінії розмежування.
У листопаді 2010 року, після північнокорейського обстрілу Йонпхьондо, президент Барак Обама сказав, що США стоять «пліч-о-пліч» з Південною Кореєю та засудили напад, але не говорив конкретно про NLL.

## Прикордонні сутички
Зіткнення між північнокорейськими і південнокорейськими рибальськими човнами і військово-морськими суднами часто відбуваються вздовж NLL. Оскільки води вздовж Корейської морської лінії багаті на блакитного краба, морські зіткнення іноді називають "Крабовими війнами".  Інциденти включають:
- Перша битва за Йонпьон (1999) – чотири північнокорейські патрульні катери і група рибальських суден перетнули кордон і розпочали перестрілку, в результаті якої одне північнокорейське судно було потоплено, п'ять патрульних катерів пошкоджено, 30 моряків вбито і 70 поранено.
- Друга битва за Йонпьон (2002) – два північнокорейські патрульні катери перетнули NLL поблизу острова Йонпхендо і відкрили вогонь; опинившись в меншості і зазнавши пошкоджень, судна відступили.
- Битва за Течхон (2009) – північнокорейський артилерійський катер перетнув NLL і увійшов у води поблизу острова Течхон, південнокорейські судна відкрили вогонь, як повідомляється, завдавши серйозної шкоди північнокорейському патрульному кораблю та загинувши одного. [41]
- 27 січня 2010 року Північна Корея здійснила артилерійський постріл у воду поблизу NLL, а південнокорейські судна відкрили вогонь у відповідь. [42] Інцидент стався поблизу контрольованого Південною Кореєю острова Пенгньон . [43] Через три дні Північна Корея продовжила обстріли цього району. [44]
- Затоплення ROKS Cheonan (2010) – ROKS <i id="mwAUs">Cheonan</i> (PCC-772), південнокорейський корвет був потоплений вибухом, в результаті чого загинуло 46 моряків; міжнародне розслідування, проведене під керівництвом Південної Кореї, звинуватило Північну Корею, яка заперечувала свою причетність до цього інциденту.
- Артилерійські обстріли у Жовтому морі (2010) – північнокорейські війська випустили близько 170 артилерійських снарядів по Йонпхендо, вбивши чотирьох південнокорейців, поранивши 19 і завдавши значної шкоди цивільному рибальському селищу на острові.

## Дивись також
- Угода про перемир'я 1953 року – повний текст перемир'я
- Корейська демілітаризована зона – сухопутний кордон
- Тріскові війни – конфлікт між Сполученим Королівством та Ісландією щодо прав на рибальство, який переріс до військової участі
- Північна розмежувальна лінія (фільм) – південнокорейський військовий фільм 2015 року